# Varsasaari (ö i Norra Österbotten)
Varsasaari är en ö i Finland. Den ligger i Bottenviken och i kommunen Uleåborg i den ekonomiska regionen  Uleåborgs ekonomiska region i landskapet Norra Österbotten, i den norra delen av landet. Ön ligger nära Uleåborg och omkring 540 kilometer norr om Helsingfors.
Öns area är 2,1 hektar och dess största längd är 330 meter i sydväst-nordöstlig riktning.